# 4712 Iwaizumi
4712 Iwaizumi este un asteroid din centura principală, descoperit pe 25 august 1989 de Kin Endate și Kazuo Watanabe.